# Christian Hanssons kvarn

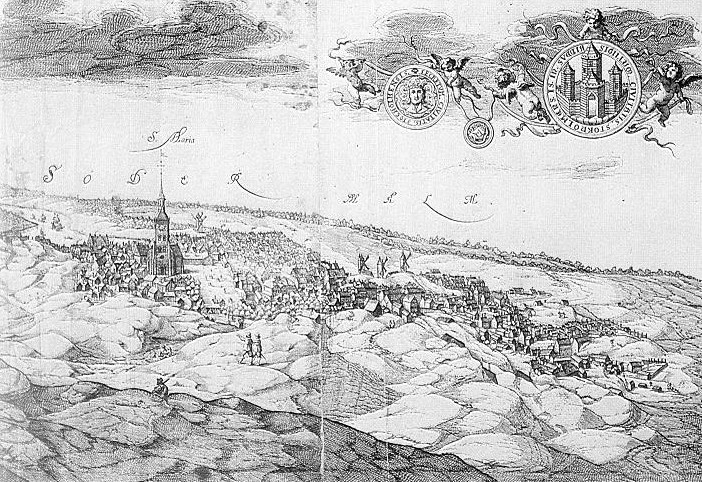
Sigismund von Vogels del av Södermalm, 1647.

Christian Hanssons kvarn var en väderkvarn på  Södermalm i Stockholm. Den låg i en grupp med två andra kvarnar (Stora och Lilla Somens kvarn) på kvarnbacken söder om Maria Magdalena kyrka i Maria Magdalena församling. Troligen var det Christian Hanssons kvarn som utlöste Katarinabranden 1723.

## Historik

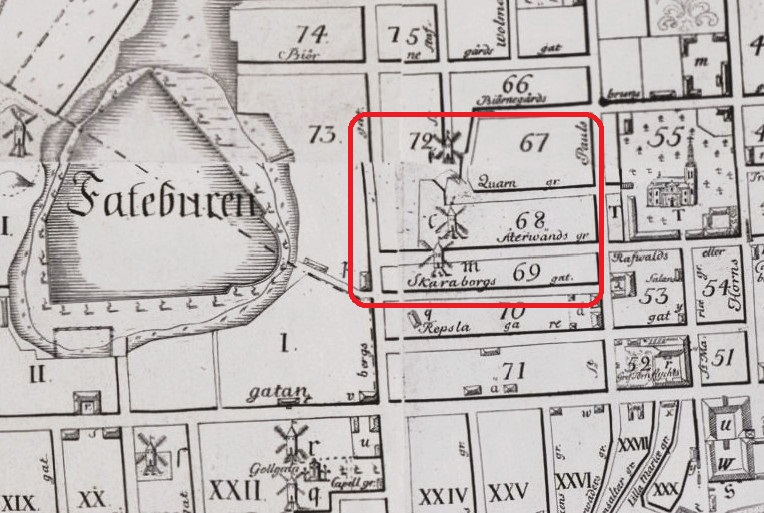
Sjön Fatburen och väderkvarnarna: "Lilla Somens" (l), "Stora Somens (k) och "Christian Hanssons kvarn" (m) på Tillaeus' karta från 1733. Norr är till höger.

Söder om  Maria Magdalena kyrka fanns en grupp av väderkvarnar som är kända sedan 1480-talet. Vid slutet av dagens Kvarngatan, ungefär på platsen för nuvarande Södra Latin, fanns Kvarnberget (Quarneberget 1645, Väderkvarnsbacken 1646) med tre kvarnar i rad. De är markerade på Petrus Tillaeus karta från 1733 som: ”Stora  Somens qu.”, ”Lilla Somens qu.” och ”Cristian Hanssons”.
På Sigismund von Vogels ”Stockholmspanorama från Skinnarviksberget 1647” med del av Södermalm syns dessa tre väderkvarnar i rad strax söder om Maria Magdalena kyrka.
Christian Hansson var bagare och han ägde vid början av 1700-talet denna stolpkvarn från 1600-talet som uppkallades efter honom. Tillaeus noterade vid kvarnnamnet ”Hwilken afbran d. 1 maj 1723”, alltså i samband med Katarinabranden 1723. Brandlarmet kom från Hanssons kvarn mitt under högmässan i Maria Magdalena kyrka. På grund av västliga vindar spred sig elden snabbt österut. Det medförde att Som-kvarnarna som stod väster om Hanssons kvarn klarade sig rätt bra, likaså Maria Magdalena kyrka. Men hela området öster om Kvarnberget drabbades hårt. Katarina kyrkas kupol och torn fattade eld och störtade samman. Katarinabranden förstörde 500 hus (varav 448 trähus) av Södermalms bebyggelse. Troligen återuppbyggdes Hanssons kvarn. På samma plats omnämns en kvarn 1805, men därefter förekommer den inte längre.
Med tanke på att väderkvarnarna alltid utgjorde en allvarlig risk ur brandsynpunkt, utfärdades den 18 juni 1751 en kungörelse "om väderkvarnens stillastående vid timade vådeldar". Kvarnarna "bör stannas och stå stilla samt spjälorna ur vingarna bort tagas så länge brand pågår".